# فرودگاه آبی نیمپو لیک
فرودگاه آبی نیمپو لیک (به انگلیسی: Nimpo Lake Water Aerodrome) یک فرودگاه خصوصی است که یک باند فرود آب دارد. این فرودگاه در کشور کانادا قرار دارد و در ارتفاع ۱۱۱۷ متری از سطح دریا واقع شده است.